# Operation Weasel
Operation Weasel bezeichnet eine mutmaßliche Geheimoperation, an der die Regierungen von Nauru, Neuseeland und den Vereinigten Staaten beteiligt gewesen sein sollen. Der genaue Charakter der Operation ist umstritten. Die meisten Berichte bringen sie mit Ermittlungen zum Verkauf nauruischer Pässe, der Flucht nordkoreanischer Wissenschaftler in den Westen oder beidem in Verbindung. Einige Quellen deuten darauf hin, dass es sich um eine sogenannte „Canary Trap“ handelte – eine Spionagetaktik, bei der gezielt falsche, aber nachvollziehbare Informationen gestreut werden, um undichte Stellen zu identifizieren.

## Hintergrund
Im März 2003 berichtete die australische Zeitung The Australian, dass die nauruische Botschaft in Peking als Tarnung diente, um nordkoreanischen Überläufern die Flucht in den Westen zu ermöglichen. Demnach sei Nauru von Personen kontaktiert worden, die vorgaben, die Regierungen Neuseelands und der USA zu vertreten, mit dem Ziel, nordkoreanische Überläufer über die Botschaften eines neutralen Drittstaates zu schmuggeln. Im Gegenzug sollte Nauru finanzielle Entschädigungen erhalten, und die Botschaft in Peking sollte von Personal aus Neuseeland und den USA betrieben und finanziert werden. Offizielle Stellen beider Länder bestritten jedoch jegliche Beteiligung.

## Beteiligte Personen
Die Botschaft in Peking wurde von Jack Sanders, einem Neuseeländer, geleitet. Laut The New Zealand Herald wurde Sanders von den chinesischen Behörden in Shanghai festgehalten, jedoch aufgrund seines nauruischen Diplomatenpasses wieder freigelassen. Ein nauruischer Minister äußerte, dass Sanders für die CIA arbeite. Sanders wurde später als Quelle für eine umstrittene Nachricht über den neuseeländischen Geheimdienst bekannt, die später zurückgezogen wurde.

## Ergebnisse der Operation
Berichten zufolge konnten durch die Operation mindestens 20 nordkoreanische Überläufer erfolgreich in den Westen gebracht werden. Diese sollen wertvolle Informationen über das nordkoreanische Atomprogramm geliefert haben.

## Schließung der Botschaften
Im August 2003 wurden die nauruischen Botschaften in Peking und Washington geschlossen. Die Regierung Naurus hatte zuvor Dokumente erhalten, die den Verkauf diplomatischer Pässe durch Botschaftsmitarbeiter belegten. Präsident Ludwig Scotty erklärte, dass das Personal „nicht dem vorgesehenen Zweck diente“. Die Trans-Pacific Development Corporation war in den Verkauf nauruischer Pässe verwickelt, wodurch diese in die Hände von Terroristen gelangen konnten. Einige Quellen behaupten, dass Operation Weasel ursprünglich ein Projekt verschiedener Behörden in Neuseeland und den USA (einschließlich der CIA) war, um diese Aktivitäten zu stoppen, und erst später als Tarnung für nordkoreanische Überläufe diente.